# Либерти, Артур Ласенби
Сэр Артур Ласенби Либерти (англ. Sir Arthur Lasenby Liberty; 13 августа 1843, Чешем, Бакингемшир — 11 мая 1917, Бакингемшир) — британский коммерсант, создатель торгового предприятия «Liberty & Co», деятельность которого способствовала популяризации нового художественного стиля «модерн», получившего в Италии, где особенно были востребованы его товары, название по фамилии предпринимателя: «Стиль либерти» (итал. Stile Liberty).

## Биография
Либерти начал работать в шестнадцать лет у дяди, который продавал кружева, а позже у другого дяди, который торговал вином. В 1859 году он поступил в ученики к драпировщику, но затем устроился на работу в компанию «Farmer & Rogers», которая специализировалась на женской моде. Он быстро дослужился до должности заведующего складом.
Однако после того, как Фармер и Роджерс отказались сделать его партнёром в своём бизнесе, 15 мая 1875 года Артур Либерти, который специализировался на импорте текстиля и предметов искусства из стран Дальнего Востока, открыл в Лондоне магазин «Liberty & Co» на Риджент-стрит, где стал торговать экзотическими товарами, в том числе тканями, веерами, гравюрами, фарфором) из Восточной Азии.
В эпоху расцвета стиля ар нуво Либерти уловил модную тенденцию и начал продавать ткани с растительным орнаментом. В 1913 году Либерти был посвящен в рыцари и стал именоваться сэром.
В 1865 году Артур Либерти женился на Марте Коттэм (супруги развелись в 1869 году), в 1875 году его второй женой стала Эмма Луиза Блэкмор. У них не было детей. Либерти умер 11 мая 1917 года. Он накопил небольшое состояние в качестве мажоритарного акционера Liberty & Co (в 1890 году предприятие стало акционерным обществом).

## Стиль либерти
Вначале товары, рекламируемые магазином Либерти, представляли собой эклектичный набор самой разной продукции, но затем стала формироваться концепция близкая эстетике английского движения «Искусств и ремёсел» Уильяма Морриса, которое было ответом на механизацию и дегуманизацию художественного процесса. В этом Либерти поддерживал архитектор Чарлз Фрэнсис Войси.
Постепенно компания Либерти разработала принципиально иной стиль, тесно связанный с эстетическим движением 1890-х годов, называемым во Франции и Бельгии «ар-нуво» (новое искусство). Набивные и окрашенные ткани, продаваемые в магазине, особенно шёлк и атлас, отличались «нежными тонами» и флоральным (цветочным) декором, и высоко ценились в качестве материала для одежды, особенно в период с 1890 по 1920 год. Помимо этого Либерти специализировался на импорте украшений, текстиля и предметов искусства из Китая и Японии. В 1889 году Либерти открыл отделение своей фирмы в Париже, чтобы и там пропагандировать «новый английский стиль». В Лондоне универмаг «Либерти» рекламировал «новое искусство» итальянских архитекторов и мастеров декоративно-прикладного искусства (спустя время их продукцию стали обобщённо именовать дизайном): Эрнесто Базиле, Этторе Де Мария Берглер, Витторио Дюкро, Карло Бугатти, Раймондо Д’Аронко, Эудженио Куарти и Галилео Чини. Главным событием в истории этого стиля стала первая Международная выставка современного декоративного искусства (l’Esposizione internazionale d’arte decorativa moderna) в Турине в 1902 году, на которой были представлены работы многих мастеров «нового стиля», в том числе при поддержке А. Л. Либерти.
В результате компания Либерти приобрела значение названия нового стиля до такой степени, что в Италии стиль модерн стал известен как «Stile Liberty». Стиль либерти был особенно популярен в крупных городах за пределами Рима, которые стремились создать отчётливую культурную идентичность, особенно в Милане, Палермо и Турине.
Мастера итальянского «стиля либерти», как и в других версиях ар-нуво, стремились превратить обычные предметы, такие как, к примеру, стулья и окна, в произведения искусства. В отличие от французского и бельгийского модерна, основанного в первую очередь на мотивах природы, стиль либерти находился под влиянием стиля барокко с пышными орнаментами и пёстрым цветовым решением. Итальянский поэт и критик Габриеле д’Аннунцио писал в 1889 году, когда этот стиль только зарождался: «гениальный чувственный разврат чувствительности барокко является одним из определяющих вариантов итальянского модерна».
Историческое значение деятельности Либерти аналогично роли Зигфрида Бинга в Париже.